# كأس الاتحاد الآسيوي 2009
كأس الاتحاد الآسيوي 2009  هو النسخة السادسة من كأس الاتحاد الآسيوي وتتنافس فيه أندية المستوى الثاني للإتحادات الأعضاء في الاتحاد الآسيوي لكرة القدم.
الفرق المتأهلة للبطولة في هذه النسخة تم تعيينها وفق نظام جديد مع قيام الاتحاد الآسيوي لكرة القدم بتغيير شكل دوري أبطال آسيا والتغييرات الكبيرة في الطريقة التي تدار بها المنافسة.

## التأهيل
شارك ما مجموعه 32 ناديا في كأس الاتحاد الآسيوي لعام 2009. وفق التصنيف المطبق للإتحادات الأعضاء في الاتحاد الآسيوي لعام 2009.
- 3 فرق مشاركة من الاتحادات التالية:  لبنان
- 2 فرق مشاركة من الاتحادات التالية:  البحرين,  ماليزيا,  هونغ كونغ,  العراق,  الأردن,  الكويت,  عمان,  المالديف,  سوريا,  فيتنام,  اليمن
- 1 فرق مشاركة من الاتحادات التالية:  سنغافورة,  تايلند,  الهند,  أوزبكستان
- 3 فرق من الخاسرين من التصفيات التأهيلية لبطولة دوري أبطال آسيا 2009.

## الفرق المشاركة
| غرب آسيا       | غرب آسيا                                                         |
| الفريق         | التأهيل                                                          |
| -------------- | ---------------------------------------------------------------- |
| نادي المحرق    | بطل كأس الاتحاد الآسيوي 20081                                    |
| نادي البسيتين  | الدوري البحريني لكرة القدم 2007-08 الوصيف                        |
| ديمبو          | الخاسر من التصفيات التأهيلية عن غرب آسيا من دوري أبطال آسيا 2009 |
| موهان باغان    | كأس الاتحاد البطل                                                |
| أربيل          | الدوري العراقي الممتاز 2007–08 البطل                             |
| الزوراء        | الدوري العراقي الممتاز 2007–08 الوصيف                            |
| الوحدات        | الدوري الأردني للمحترفين 2008 البطل                              |
| الفيصلي        | كأس الأردن لكرة القدم 2008 البطل                                 |
| الكويت         | دوري الدرجة الأولى الكويتي 2008/2009 البطل                       |
| العربي         | كأس الأمير 2007/2008 2008 البطل                                  |
| الصفاء         | كأس الاتحاد الآسيوي 2008 الوصيف1                                 |
| العهد          | الدوري الممتاز اللبناني لكرة القدم 2007-08 البطل                 |
| المبرة         | كأي الاتحاد اللبناني لكرة القدم 2008 البطل                       |
| نادي العروبة   | الدوري العماني لكرة القدم 2007-08 البطل                          |
| السويق         | كاس السلطان قابوس 2008 البطل                                     |
| الكرامة        | الدوري السوري للموسم 2007/2008 البطل                             |
| المجد          | الدوري السوري للموسم 2007/2008 الوصيف                            |
| نفتيشي         | 2008 الدوري الأوزبكي المركز الثالث                               |
| الهلال الساحلي | الدوري اليمني لكرة القدم 2008 البطل                              |
| نادي التلال    | الدوري اليمني لكرة القدم بطل الدرجة الثانية                      |

| شرق آسيا           | شرق آسيا                                                         |
| الفريق             | التأهيل                                                          |
| ------------------ | ---------------------------------------------------------------- |
| بي إس إم إس ميدان  | الخاسر من التصفيات التأهيلية عن غرب آسيا من دوري أبطال آسيا 2009 |
| نادي هوم يونايتد   | الدوري السنغافوري لكرة القدم 2008 المركز الثالث                  |
| نادي هيئة الكهرباء | الخاسر من التصفيات التأهيلية عن شرق آسيا من دوري أبطال آسيا 2009 |
| نادي تشونبورى      | الدوري التايلندي 2008 الوصيف                                     |
| نادي بينه دونغ     | الدوري الفيتنامي 2008 البطل 1                                    |
| نادي هانوي         | كأس فيتنام 2008 البطل                                            |
| نادي جنوب الصين    | دوري هونغ كونغ 2007-08 البطل                                     |
| نادي ايسترن        | درع التحدي 2007–08 البطل                                         |
| نادي فالنسيا       | دوري ديفيهي 2008 البطل                                           |
| نادي في بي         | كأس الاتحاد 2008 البطل                                           |
| نادي كيدا          | دوري السوبر 2007-08 البطل                                        |
| نادي جوهور         | دوري السوبر 2007-08 المركز الثالث                                |

1 هذه الأندية تأهلت لمرحلة التصفيات لدوري أبطال آسيا 2009، ولكن تم استبعادها بسبب عدم تلبية مسابقاتها لمعايير الاتحاد الآسيوي.

## القرعة
| التاريخ  | الحدث                    |
| -------- | ------------------------ |
| يناير 12 | قرعة مرحلة المجموعات     |
| مارس 10  | مرحلة المجموعات الجولة 1 |
| مارس 17  | مرحلة المجموعات الجولة 2 |
| أبريل 7  | مرحلة المجموعات الجولة 3 |
| أبريل 21 | مرحلة المجموعات الجولة 4 |
| مايو 5   | مرحلة المجموعات الجولة 5 |
| مايو 19  | مرحلة المجموعات الجولة 6 |
| مايو 26  | دور 16, غرب آسيا         |

| التاريخ   | الحدث                      |
| --------- | -------------------------- |
| يونيو 23  | دور 16, شرق آسيا           |
| يونيو 29  | قرعة المراحل النهائية      |
| سبتمبر 15 | ربع النهائي الجولة الأولى  |
| سبتمبر 30 | ربع النهائي الجولة الثانية |
| أكتوبر 15 | نصف النهائي الجولة الأولى  |
| أكتوبر 21 | نصف النهائي الجولة الثانية |
| نوفمبر 3  | النهائي                    |

## مرحلة المجموعات
أجريت قرعة دور المجموعات في 12 يناير، 2009 في كوالالمبور، ماليزيا. قسمت الفرق على ثمان مجموعات مختلفة ويلعب كل ناد 6 مباريات بنظام الدوري (ذهابا وايابا). يتحصل الفائز على 3 نقاط للفوز، ونقطة واحدة لادراك التعادل، ولاشئ من النقاط عند الخسارة.

### قاعدة كسر التعادل
يتم ترتيب الفرق في المجموعات حسب الأعلى نقاطا وحين يتشاوى أكثر من فريق بعدد النقاط يتم اللجوء إلى قاعدة كسر التعادل مرتبة كالتالي :
1. أكبر عدد من النقاط التي تم الحصول عليها في مباريات المجموعة بين الفريقين المعنيين.
2. فارق الأهداف الناتج من مباريات المجموعة بين الفرق المعنية. (لا يطبق هنا قاعدة احتساب الهدف بهدفين خارج الأرض)
3. أكبر عدد من الأهداف المسجلة في مباريات المجموعة بين الفرق المعنية. (لا يطبق هنا قاعدة احتساب الهدف بهدفين خارج الأرض)
4. فارق الأهداف في جميع مباريات المجموعة.
5. أكبر عدد من الأهداف سجل في جميع مباريات المجموعة.
6. ركلات الترجيح من نقطة الجزاء في حالة تساوي فريقين اثنين فقط من هذه الفرق، وكلاهما على ميدان اللعب.
7. أقل درجة محسوبة وفقا لعدد البطاقات الصفراء والحمراء المحتسبة في مباريات المجموعة ؛ (نقطة لكل بطاقة صفراء و 3 نقاط عن كل بطاقة حمراء نتيجة إنذارين، 3 نقاط لكل بطاقة حمراء مباشرة، 4 نقاط لكل بطاقة صفراء تليها بطاقة حمراء مباشرة)
8. سحب القرعة.

الفائز والوصيف في كل مجموعة سيتأهل إلى الدور المقبل.

### المجموعة A
| الفريق        | لعب | فاز | تعادل | خسر | له | عليه | الفرق | النقاط |
| ------------- | --- | --- | ----- | --- | -- | ---- | ----- | ------ |
| نادي البسيتين | 6   | 3   | 3     | 0   | 14 | 7    | +7    | 12     |
| نفتيشي        | 6   | 3   | 2     | 1   | 12 | 9    | +3    | 11     |
| العهد         | 6   | 2   | 1     | 3   | 13 | 10   | +3    | 7      |
| التلال        | 6   | 1   | 0     | 5   | 3  | 16   | −13   | 3      |

|               | العهد | التلال | بسيتين | نفتيشي |
| ------------- | ----- | ------ | ------ | ------ |
| العهد         |       | 0–2    | 1–1    | 1–5    |
| التلال        | 1–2   |        | 3–1    | 5–0    |
| نادي البسيتين | 2–4   | 0–3    |        | 2–2    |
| نفتيشي        | 1–2   | 0–1    | 1–1    |        |

### المجموعة B
| الفريق         | لعب | فاز | تعادل | خسر | له | عليه | الفرق | النقاط |
| -------------- | --- | --- | ----- | --- | -- | ---- | ----- | ------ |
| الزوراء        | 6   | 4   | 1     | 1   | 8  | 3    | +5    | 13     |
| الصفاء         | 6   | 4   | 0     | 2   | 5  | 3    | +2    | 12     |
| الهلال الساحلي | 6   | 2   | 1     | 3   | 5  | 7    | −2    | 7      |
| السويق         | 6   | 1   | 0     | 5   | 3  | 8    | −5    | 3      |

|         | الهلال | السويق | الزوراء | الصفاء |
| ------- | ------ | ------ | ------- | ------ |
| الهلال  |        | 2–0    | 1–1     | 0–1    |
| السويق  | 3–1    |        | 0–1     | 0–1    |
| الزوراء | 2–0    | 2–0    |         | –      |
| الصفاء  | 0–1    | 1–0    | 1–0     |        |

### المجموعة C
| الفريق       | لعب | فاز | تعادل | خسر | له | عليه | الفرق | النقاط |
| ------------ | --- | --- | ----- | --- | -- | ---- | ----- | ------ |
| العربي       | 6   | 3   | 2     | 1   | 11 | 6    | +5    | 11     |
| أربيل        | 6   | 2   | 2     | 2   | 8  | 7    | +1    | 8      |
| نادي العروبة | 6   | 2   | 2     | 2   | 6  | 7    | −1    | 8      |
| المبرة       | 6   | 2   | 0     | 4   | 7  | 12   | −5    | 6      |

|         | العربي | المبرة | العروبة | أربيل |
| ------- | ------ | ------ | ------- | ----- |
| العربي  |        | 4–2    | 2–0     | 2–0   |
| المبرة  | 2–1    |        | 0–1     | 1–0   |
| العروبة | 1–1    | 3–0    |         | 1–1   |
| أربيل   | 1–1    | 3–2    | 3–0     |       |

### المجموعة D
| الفريق      | لعب | فاز | تعادل | خسر | له | عليه | الفرق | النقاط |
| ----------- | --- | --- | ----- | --- | -- | ---- | ----- | ------ |
| الكويت      | 6   | 4   | 1     | 1   | 12 | 4    | +8    | 13     |
| الكرامة     | 6   | 4   | 0     | 2   | 12 | 7    | +5    | 12     |
| الوحدات     | 6   | 3   | 1     | 2   | 12 | 7    | +5    | 10     |
| موهان باغان | 6   | 0   | 0     | 6   | 1  | 19   | −18   | 0      |

|         | الكرامة | الكويت | الوحدات | موهان |
| ------- | ------- | ------ | ------- | ----- |
| الكرامة |         | 2–1    | 3–1     | 1–0   |
| الكويت  | 2–1     |        | 1–0     | 6–0   |
| الوحدات | 3–1     | 1–1    |         | 5–0   |
| موهان   | 0–4     | 0–1    | 1–2     |       |

### المجموعة E
| الفريق  | لعب | فاز | تعادل | خسر | له | عليه | الفرق | النقاط |
| ------- | --- | --- | ----- | --- | -- | ---- | ----- | ------ |
| المجد   | 6   | 4   | 1     | 1   | 12 | 9    | +3    | 13     |
| ديمبو   | 6   | 3   | 1     | 2   | 10 | 8    | +2    | 10     |
| المحرق  | 6   | 1   | 3     | 2   | 7  | 8    | −1    | 6      |
| الفيصلي | 6   | 1   | 1     | 4   | 11 | 15   | −4    | 4      |

|         | الفيصلي | المجد | المحرق | ديمبو |
| ------- | ------- | ----- | ------ | ----- |
| الفيصلي |         | 1-2   | 3–2    | 3–4   |
| المجد   | 4-3     |       | 1-1    | 2-1   |
| المحرق  | 0–0     | 2–3   |        | 1–1   |
| ديمبو   | 3–1     | 1–0   | 0–1    |       |

### المجموعة F
| الفريق            | لعب | فاز | تعادل | خسر | له | عليه | الفرق | النقاط |
| ----------------- | --- | --- | ----- | --- | -- | ---- | ----- | ------ |
| نادي جنوب الصين   | 6   | 5   | 1     | 0   | 15 | 5    | +10   | 16     |
| بي إس إم إس ميدان | 6   | 4   | 1     | 1   | 9  | 7    | +2    | 13     |
| نادي في بي        | 6   | 1   | 1     | 4   | 5  | 7    | −2    | 4      |
| نادي جوهور        | 6   | 0   | 1     | 5   | 2  | 12   | −10   | 1      |

|            | جوهور | ميدان | ج.الصين | في بي |
| ---------- | ----- | ----- | ------- | ----- |
| جوهور      |       | 0–1   | 1–4     | 0–0   |
| ميدان      | 3–1   |       | 2–2     | 1–0   |
| جنوب الصين | 2–0   | 3–0   |         | 2–1   |
| في بي      | 2–0   | 1–2   | 1–2     |       |

### المجموعة G
| الفريق        | لعب | فاز | تعادل | خسر | له | عليه | الفرق | النقاط |
| ------------- | --- | --- | ----- | --- | -- | ---- | ----- | ------ |
| نادي تشونبورى | 6   | 5   | 0     | 1   | 17 | 4    | +13   | 15     |
| نادي كيدا     | 6   | 2   | 1     | 3   | 14 | 10   | +4    | 7      |
| نادي ايسترن   | 6   | 2   | 1     | 3   | 9  | 13   | −4    | 7      |
| نادي هانوي    | 6   | 2   | 0     | 4   | 6  | 19   | −13   | 6      |

|          | تشونبورى | ايسترن | هانوي | كيدا |
| -------- | -------- | ------ | ----- | ---- |
| تشونبورى |          | 4–1    | 6–0   | 3–1  |
| ايسترن   | 2–1      |        | 3–0   | 3–3  |
| هانوي    | 0–2      | 3–0    |       | 3–1  |
| كيدا     | 0–1      | 2–0    | 7–0   |      |

### المجموعة H
| الفريق             | لعب | فاز | تعادل | خسر | له | عليه | الفرق | النقاط |
| ------------------ | --- | --- | ----- | --- | -- | ---- | ----- | ------ |
| نادي بينه دونغ     | 6   | 4   | 1     | 1   | 15 | 4    | +11   | 13     |
| نادي هوم يونايتد   | 6   | 4   | 0     | 2   | 12 | 7    | +5    | 12     |
| نادي هيئة الكهرباء | 6   | 3   | 1     | 2   | 12 | 10   | +2    | 10     |
| نادي فالنسيا       | 6   | 0   | 0     | 6   | 3  | 21   | −18   | 0      |

|          | دونغ | فالنسيا | يونايتد | الكهرباء |
| -------- | ---- | ------- | ------- | -------- |
| دونغ     |      | 3–0     | 2–0     | 1–1      |
| فالنسيا  | 0–5  |         | 0–1     | 1–3      |
| يونايتد  | 2–1  | 5–1     |         | 3–1      |
| الكهرباء | 1–3  | 4–1     | 2–1     |          |

## الأدوار النهائية

### دور ال 16
قرعة دور ال 16 من كأس الاتحاد الآسيوي لعام 2009 عقدت في 12 يناير 2009، جنباً إلى جنب مع قرعة مرحلة المجموعات. جرت مباريات غرب آسيا في 26 مايو، في حين أن مباريات شرق آسيا جرت في 23 يونيو.
| فريق 1        | نتيجة                | فريق 2            |
| غرب آسيا      | غرب آسيا             | غرب آسيا          |
| ------------- | -------------------- | ----------------- |
| نادي البسيتين | 1–2 (و.إض)           | الكرامة           |
| الزوراء       | 1–3                  | أربيل             |
| العربي        | 2–1 (و.إض)           | الصفاء            |
| الكويت        | 3–1                  | ديمبو             |
| المجد         | 0–0 (و.إض) 1–3 (ر.ت) | نفتيشي            |
| شرق آسيا      |                      |                   |
| جنوب الصين    | 4–0                  | نادي هوم يونايتد  |
| تشونبورى      | 4–0                  | بي إس إم إس ميدان |
| دونغ          | 8–2                  | كيدا              |

### ربع النهائي
قرعة الدور ربع النهائي، وما تبقى من مرحلة خروج المغلوب أجريت في كوالالمبور، ماليزيا 29 يونيو 2009.أقيمت مباريات الذهاب يوم 15 سبتمبر، ولعبت مباريات الجولة الثانية في 30 سبتمبر.
| الفريق الأول | إجم.          | الفريق الثاني | مباراة الذهاب | مباراة الإياب |
| ------------ | ------------- | ------------- | ------------- | ------------- |
| الكويت       | 2–1           | أربيل         | 1–1           | 1–0           |
| نفتيشي       | 5–5           | جنوب الصين    | 5–4           | 0–1           |
| تشونبورى     | 2–4           | دونغ          | 2–2           | 0–2           |
| الكرامة      | 0–0 (5–4) ر.ت | العربي        | 0–0           | 0–0           |

### نصف النهائي
أجريت مباريات الذهاب في 15 أكتوبر ولعبت مباريات الجولة الثانية في 21 أكتوبر.
| الفريق الأول | إجم. | الفريق الثاني | مباراة الذهاب | مباراة الإياب |
| ------------ | ---- | ------------- | ------------- | ------------- |
| الكويت       | 3–1  | جنوب الصين    | 1–0           | 2–1           |
| دونغ         | 2–4  | الكرامة       | 2–1           | 0–3           |

### النهائي
نهائي كأس الاتحاد الآسيوي 2009 لعب في 3 نوفمبر في مدينة الكويت.
| الكويت                               | 2 – 1  | الكرامة         |
| ------------------------------------ | ------ | --------------- |
| حسين حاكم 16' · إسماعيل العجمي 90+4' | Report | علاء الشبلي 82' |

| بطل كأس الاتحاد الآسيوي 2009 نادي الكويت |
| ---------------------------------------- |
| · الكويت · للمرة الأولى                  |